# Роман про троянду
«Роман про троянду», «Роман троянди» або «Роман про Розу» (фр. Roman de la Rose) — середньовічна французька алегорична поема XIII століття. Твір складається з двох нерівних частин: перша з 4000 віршів, друга — з 13000. Перша любовного змісту і нагадує Овідієве «Мистецтво кохання». Автором її став Ґійом де Лорріс, що помер у середині XIII століття. За винятком деяких дотепних нападів проти ченців, жодного опозиційного духу в першій частині немає, але в продовженні цього роману, що було написане Жаном де Меном, тематика радикально змінюється, з'являється нищівна критика середньовічного ладу життя. Зміна тематики, насамперед, зумовлена тим, що між працями обох авторів минуло 50 років, за які негативне ставлення до середньовічного ладу значно зросло.
Христина Пізанська, заперечуючи проти творів, що містять неприязнь до жінок і цинічні уривки, таких як друга частина «Роману про троянуду» (глава Старенька) або «Стогін Матеола» (Lamentationes Matheoli) Матьє з Булоні (Matthaeus Bononiensis), перекладені французькою Жаном ле Февром, написала у 1405 культову для фемінізму Книгу про Град Жіночий.

## Авторство
«Роман про троянду» був написаний двома авторами у два етапи. На першому етапі композиції, приблизно в 1230 році, Ґійом де Лорріс написав 4058 віршів, що описують спроби придворного свататися до коханої жінки. Перша частина поеми розгортається в обнесеному стіною саду, прикладі locus amoenus, традиційного літературного топосу в епічній поезії та лицарському романі. Через сорок п'ять років, приблизно в 1275 році, на другому етапі композиції Жан де Мен або Жеан Клопінель написали 17 724 додаткові рядки, в яких він розширив ролі алегоричних персонажів свого попередника, таких як Розум і Друг, і додав нові, такі як Природа і Геній. Вони в енциклопедичній широті обговорюють філософію кохання. Вони в енциклопедичній широті обговорюють філософію кохання.

## Сюжет

### Частина I
Роман про троянду починається, як звичайно в середньовічних поемах зі сну, у якому перебував автор за наказом Бога кохання. Авторові приснилось, що весною, коли все цвіте, зеленіє та прагне кохання, насолоди, він був перенесений до брами чарівного саду. Це був сад кохання і насолоди. Він огороджений високим муром, на якому золотом та блакиттю зображені Фігури негарних пристрастей, заздрості: ненависті, лицемірства, скупості, крім того зображено пригоди, що пригнічують людяність, старість, бідність тощо. Повний жадоби кохання та насолоди поет стукає до брами, йому відчиняє вродлива дівчина при брамі — Розпуста (Dame Oiseuse). Він входить у садок і захоплюється чудовими деревами та квітками, яких раніше не бачив. Розпуста передає його іншій дамі, що зветься Bel Accucil (Щире Вітання). В супроводі цієї алегоричної особи автор гуляє по саду. У центрі саду стоїть прозорий палац, що виблискує всіма барвами веселки. Тут перебував господар саду, вродливий лицар Гаразд (Deduit). Легкі, прозорі істоти літають по саду в веселому таночку. Між ними Кохання, в блискучому супроводі якого знаходяться Молодість, Врода, Багатство тощо. Походжаючи по чудовому саду, поет посеред безлічі квіток помічає розкішну троянду, що звертає на себе його особливу увагу. Як тільки Кохання помітило, що він задивився на троянду, воно відразу ж влучає в нього
з свого сагайдака п'ятьма стрілами, що впиваються глибоко в його серце. Бачачи, що кров тече з рани, Кохання домагається, щоб поет визнав себе його васалом і віддав йому своє палаюче серце. Поет виконує це бажання, а Кохання дає йому поради в любовних справах і наказує деяким вродливим
дамам зі свого супроводу потоваришувати з поетом. Осклянілий від кохання поет виконує жваві рухи і хоче зірвати Троянду, але в цей момент приставлені
дами покидають його, а замість них навколо поета з'являються Небезпека, Пересуд, Сором тощо, і спільними силами проганяють його. Але тут на допомогу йому приходить Венера; дякуючи її проханню Троянда погоджується, щоб поет поцілував її. Та ледве він це зробив, як Пересуд, Сором, Небезпека знову накинулись на нього, зовсім проганяють його геть із саду і замикають за ним браму. Вигнаний за браму юнак скаржиться на свою долю. Так і закінчується перша частина поеми, що належить Ґільому де Льорісу.
На думку видавця «Роману про Троянду» Полена Парі, цей твір насамперед є фізіологією пристрасні кохання. Троянда, це коханка, а алегоричні Фігури — все те, що допомагає і стає на перешкоді коханню. Такий сюжет звичайно не давав місця для сатири; захопленому поетові, натхненому мріями не спадало на
думку бути суворим критиком хиб свого часу; окрім незначних, та химерних нападів проти ченців жодного опозиційного духу в ній не помічається.

### Частина II

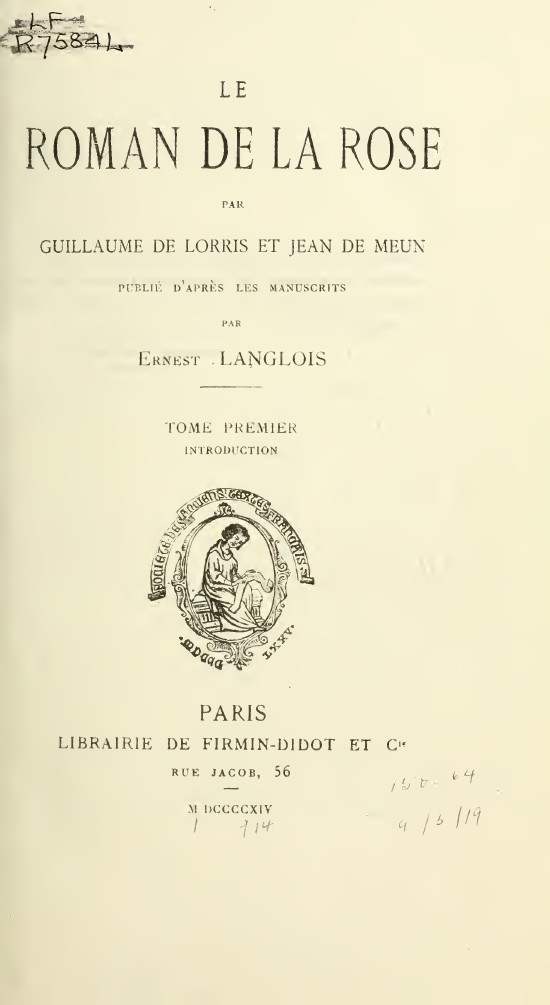
200pt

Зовсім іншого характеру набуває сюжет у Жана де Мена, автора другої частини «Роману про Троянду». З історії відомо, що на наприкінці XIII ст. під час правління Пилипа IV Вродливого почалась рішуча боротьба між церквою і світською владою, водночас суспільство стояло на боці світської влади. У XIV
ст. непопулярність попівства, що багатіло при загальній бідності, зростає. На папському престолі по черзі з'являється люди, здатні тільки шкодити
в очах суспільства авторитетові папської влади; такий, наприклад, був Климент V, що явно продавав попівські посади, Бенедикт XII, гіркий п'яниця та ін. У боротьбі Пилипа Вродливого з церквою, література, що відбивала в собі напрямок суспільної думки, рішуче стає на бік короля. В ці часи з'являється алегоричний роман «Le Faurel», гостра сатира на папство та орден Тамплієрів.
На цьому ґрунті загального незадоволення зросла й друга частина Роману про Троянду, що належить перу Жана де Мена. Вона починається з того моменту, на
якому зупинилася перша частина. До вигнаного із саду насолоди юнака приходить Дама Розуму (Dama Raison). Окрім того автор виводить дві
нові дійові особи Природу (La Nature) і Лицемірство (Faux Semblant), устами яких він виголошує свої найтаємничіші переконання. Тут фабула кохання залишається в минулому; цікавість кохання заступають інші, більш серйозні інтереси. Автор виступає як запеклий ворог не лише попівства, але й феодального устрою. Разом із буржуазією він у боротьбі Пилипа з папством та чернецькими орденами рішучо стає на бік короля і навіть іде далі. Він робить гострі напади не лише на відносини суспільних класів середніх віків, але й на саму королівську владу. На ченців він нападав, виводячи тип лицеміра (Faux Semblant), чоловіка, який здається не тим, ким він є. Він одягає на себе різне вбрання, являється то лицарем, то клерком, то ченцем, і кожен раз він не те, чим здається. Він багатий, хоч має вигляд жебрака, гульвіса і п'яниця, хоч має вигляд чоловіка тихого та тверезого. Він дає юнакові свої поради. Спочатку юнак відвертається від нього, але згодом дає себе переконати. Взагалі цей тип лицеміра ледве чи не найкращий у поемі, і критика не безпідставно вбачає в ньому прообраз Мольєрового Тартюфа. Напади Жана де Мена на ченців не обмежуються докорами за їх розпусне життя; він насміхається над ними за те, що вони роблять із папи якогось то віце-Бога (Vice Dieu). Нападаючи на таких дужих ворогів, автор зазначає, що він і не гадає нападати на саму релігію, а нападає лише на її лицемірних слуг і обстоює самостійність французької церкви. Нарешті він заявляє, що віддає себе під охорону нової моральної сили — науки і прохав, аби його злочин судив паризький університет. Зруйнувавши одного середньовічного кумира, автор переходить до другого і дотепно бере на глум слугування жінкам, що мало місце в середні віки. Кохання він визнає хворобою думки (Maladie de pensec). Бажаючи вилікувати закоханого від цієї хвороби Dame Raison розповідає йому багацько пригод про кохання з класичної старовини і намагається переконати його, що кохання нікого не доводить до добра. Після Dame Raison з'являється Природа, яка ще більше нападає на жінок. Перед читачем проходить ряд знаменитих жінок стародавніх часів і всі вони, як бив один голос, кажуть: «Вірте нам! Ми не те, чим здаємось». Далі автор нападає на третю особливість середньовічного світогляду, на середньовічний культ королівської влади. Він сміється над тими, які покликаючись на святе письмо надають королівській владі вище походження і тут же подає відомості про справжнє джерело цієї інституції, про те, як люди ворогуючи один із одним по неволі повинні були підлягти найсильнішому, який з початку захистив їх від ворогів, а потім покорив собі. Він докладно доказує, що король не тільки не має жодних прав над своїми підданими, але й сам без них нічого не значить. Королівська влада, десятина на церкву, податки державні, все те підпадає дотепній критиці середньовічного Мефістофеля, якого Жан де Мен назвав Природою. Саме Природі й її товаришу Генієві, автор надав свої позитивні погляди на головні питання людського життя. Так про релігію Геній каже, що сутність її в чесному трудовому житті. В протилежність лицарському поглядові на жінку Геній викладає свою теорію кохання, в якому він бачить один фізіологічний процес, необхідний для підтримання людського роду. Він доходить у своєму радикалізмі до того, що запевняє, що єдиний спосіб, аби вийти з того кепського стану, в якому опинилося сучасне його суспільство, то рівний поділ багатств між людьми, тобто пропагує в XIV ст. щось подібне до комунізму. Таким чином, опираючись на так зване натуральне право людської природи, автор наприкінці XIV ст. робить такі самі висновки, які зробив у XVIII ст. Руссо. Обидва вони виходять у своїх абстрактних будівлях від Loi de la Nature і гадають, що на цій підвалині й можна збудувати нову суспільну будівлю, в якій людство
досягне можливого на землі щастя.

## Переклади українською
- Із «Роману про Троянду» // Сузір'я французької поезії / пер. і переспів М.Терещенка. — К.: Дніпро, 1971.
- Крім того, частину «Роману про троянду» переклав Віктор Коптілов.[5]